# Yamim Noraïm
Les jours redoutables (hébreu : ימים נוראים yamim noraïm) désignent dans le judaïsme une période mal définie, considérée comme particulièrement propice au repentir, alors même que l’humanité est en instance de jugement devant Dieu.
Apparue au XIVe siècle, la notion désigne tantôt une saison pénitentielle s’étalant du mois d’eloul à Yom Kippour voire à Hochana Rabba (le dernier jour de la fête de Souccot), tantôt les seules fêtes solennelles de Roch Hachana et Yom Kippour ou les dix jours entre ces deux fêtes.

## Les yamim noraïm dans les sources juives
Le terme yamim noraïm apparaît pour la première fois dans le Sefer Minhaggim du Maharil et y désigne la période des selihot (poèmes liturgiques implorant le pardon divin) qui débute le dernier dimanche du mois d’eloul, c’est-à-dire le dimanche précédant Roch Hachana.
La notion de noraout (« redoutabilité ») est plus ancienne et rencontrée à maintes reprises dans la Bible hébraïque pour décrire la crainte respectueuse inspirée par la majesté divine.
Le terme n’apparaît pas dans la littérature séfarade médiévale et le Choulhan Aroukh ne parle que des « jours des supplications » (yemei tahanounim), qui couvrent une période allant du mois d’eloul à Yom Kippour. C’est également la coutume des Juifs d’orient ; les rabbins yéménites délivrent même des sermons sur le repentir lors du chabbat précédant la néoménie du mois d’eloul alors que leurs homologues ashkénazes ne le font qu’à l’occasion du chabbat précédant Yom Kippour.
Diverses opinions continuent donc à se rencontrer dans la littérature ultérieure, parfois au sein d’un même ouvrage. En effet, Shneour Zalman de Liadi utilise tantôt le terme pour la période allant des selihot à Yom Kippour (à l'instar du Magen Avraham), tantôt pour désigner les dix jours de pénitence entre Roch Hachana et Yom Kippour. L’Aroukh Hachoulhan ne définit par[Quoi ?] ce terme que les fêtes de Roch Hachana et Yom Kippour, de même qu’Ovadia Yossef dans le Yabia Omer.
Le Rem"a signale par ailleurs les nombreuses coutumes qui rapprochent le dernier jour de Souccot, Hochanna Rabba, de la veille de Yom Kippour, reprenant une tradition kabbalistique qui voit en Hochana Rabba le jour de la finalisation du jugement.

## Observances des yamim noraïm

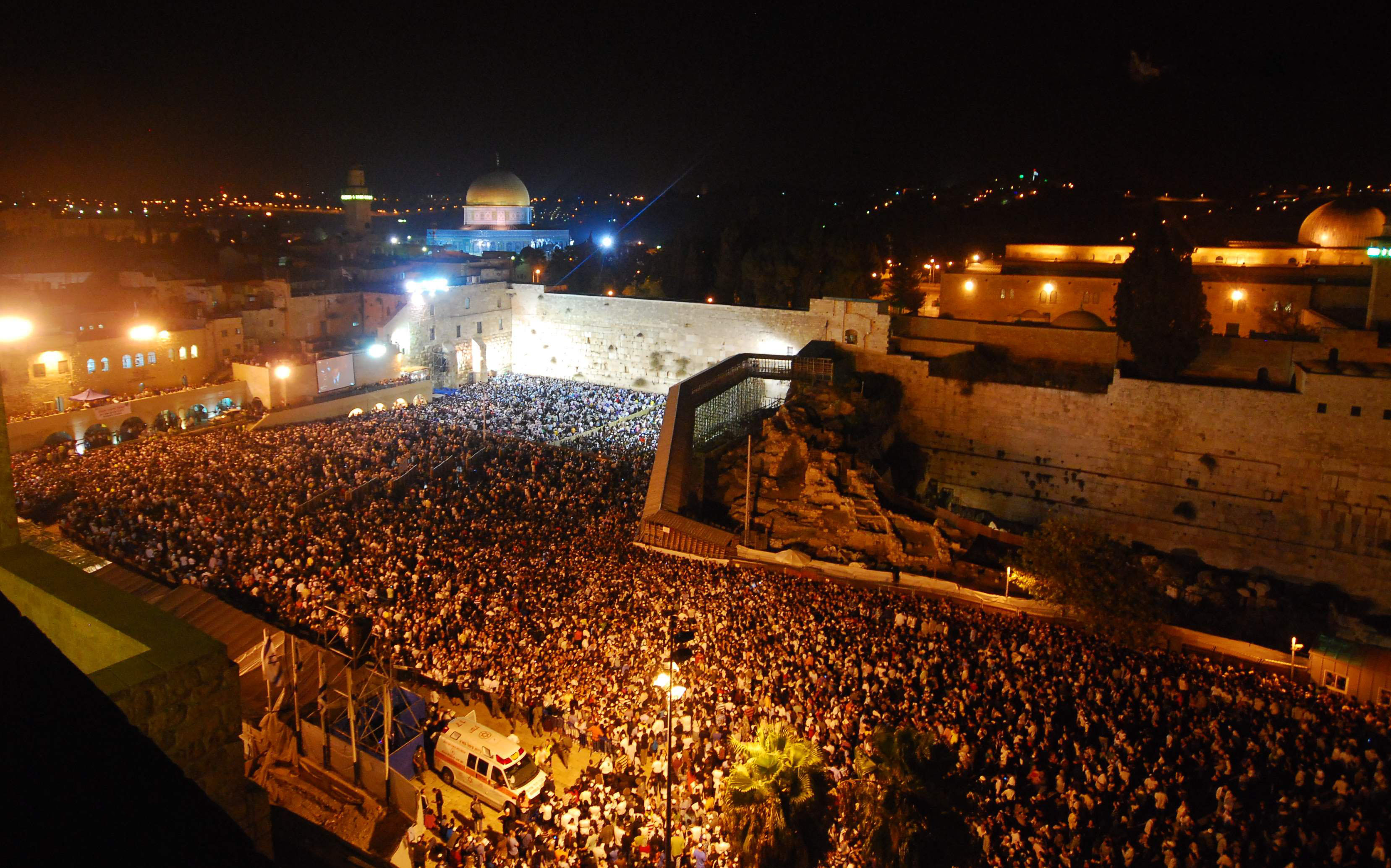
Lecture des selihot au pied du Mur occidental, la veille de Yom Kippour 2010

Les jours redoutables ont, de tout temps, été les temps de plus grande affluence annuelle des Juifs à la synagogue et il est interdit en ces jours de se dérober à la participation aux prières publiques lorsqu’on sait que la congrégation atteint péniblement le quorum de dix hommes.
La période, quelle qu’en soit la durée, doit privilégier le repentir. La tsedaqa (dons monétaires, de préférence anonymes, aux pauvres) et la prière (au sens où le judaïsme l’entend, c’est-à-dire plus axée sur l’introspection que sur l’imploration) sont également encouragées car elles annulent selon la tradition tous les mauvais décrets.
Ce processus d’introspection serait facilité par les sept sections de consolation, lues pendant les sept chabbatot séparant le 9 av de Roch Hachana car elles évoquent la vulnérabilité de l’être devant le changement.

### Avant les fêtes
Les ashkénazes commencent à sonner du chofar après l’office du matin à partir du mois d’eloul jusqu’à la veille de Roch Hachana afin de marquer une différence entre sonneries facultatives et obligatoires. Il est aussi de coutume de lire le psaume 27 après les offices du matin et du soir, de la néoménie d’eloul jusqu’à Hochanna Rabba. 
Les séfarades (et les orientaux) ne font rien de tout cela (apparemment pour des raisons de censure de la part des autorités musulmanes) mais commencent à lire des selihot à l’aube (alors que les ashkénazes ne le font qu’à partir du dimanche précédant Roch Hachana). Dans les communautés séfarades et orientales, un chamach (bedeau) passait réveiller tous les membres de la congrégation, les appelant par leur nom (y compris les nourrissons qui ne l’avaient pas encore reçu). La participation était obligatoire et les enfants avaient pour rôle de réveiller les récalcitrants, de la manière forte si besoin était.
Tous formulent des bons vœux (« puissiez-vous être écrit et consigné dans le livre de bonne vie ») dans leur correspondance, dès le mois d’eloul.
Certains ont coutume, avant les fêtes des yamim noraïm, de se mortifier par des jeûnes volontaires. Il est également devenu traditionnel, depuis l’instauration de cette pratique par les kabbalistes de la terre d’Israël, de se rendre sur les tombes des Justes pour demander à Dieu de prendre en compte les mérites de ces illustres morts lorsque viendra le moment de juger les vivants (en veillant à ne pas adresser les prières aux morts eux-mêmes mais des formules de consolation sont autorisées).

### Les fêtes des jours redoutables
Les fêtes des yamim noraïm (Roch Hachana, Yom Kippour et Hochana Rabba) sont, pour les ashkénazes, marquées par le blanc car en ces jours, les hommes atteignent ou doivent à tout le moins viser un niveau de pureté angélique : rideau de l’arche, manteau des rouleaux de la Torah, estrade de lecture, napperons des pupitres, officiant et chefs de famille sont revêtus de blanc. L’officiant et le sonneur de chofar ont par ailleurs l’habitude de s’isoler avant Roch Hachana, se gardant de toute impureté et se plongeant dans une littérature appropriée (lois des jours ou du chofar, poèmes, éthique, morale, etc.).

#### Roch Hachana
Le « jour de la sonnerie » ou « du souvenir de la sonnerie » est devenu dans la littérature rabbinique le jour de jugement de l’humanité au cours de laquelle celle-ci passe comme un troupeau devant son créateur, trônant devant trois livres, celui de la vie, celui de la mort et celui des cas non-décidés.
La liturgie est marquée par la sonnerie du chofar (sauf le chabbat), les pièces liturgiques emplies de crainte comme l’Ounetanè Toqef ou de supplication comme l’Avinou Malkenou (à l'exception du chabbat). 
L’après-midi du premier jour (ou du second si le premier a lieu à chabbat), les fidèles se hâtent près d’un point d’eau pour y jeter leurs fautes au plus profond des mers, là où, selon les paroles de Michée, elles ne remonteront plus jamais.

#### Yom Kippour
Le « jour des propitiations » est celui où Dieu entérine la décision qu'il a, selon la tradition rabbinique, écrite à Roch Hachana. Les dix jours compris entre Roch Hachana et Yom Kippour et incluant ceux-ci sont, selon la tradition rabbinique, les jours où, selon les mots d’Isaïe, Dieu se laisse trouver (par les pénitents). Ils représentent donc pour les cas non-décidés évoqués plus haut la plus grande chance de faire revenir Dieu sur une décision néfaste les concernant.
Les jours précédant Yom Kippour donnent lieu, dans les milieux orthodoxes, à la cérémonie des kapparot au cours de laquelle un animal (le plus souvent un coq) est offert en victime expiatoire de substitution.
Yom Kippour donne donc lieu à une ferveur intense, se manifestant par forces confessions et supplications ainsi que par des pièces liturgiques plus expressives encore qu’à Roch Hachana.

#### Hochana Rabba
En ce dernier jour de Souccot, où la joie l’emporte franchement sur la solennité, le monde est, selon la tradition rabbinique, jugé sur l’eau et, comme tout ce qui concerne la vie humaine en dépend, une tradition kabbaliste y voit le jour de la « fin de jugement du monde, » l’ultime chance de se repentir. La soukka elle-même inspire des réflexions profondes sur la précarité de l’existence qui tempèrent les éventuels débordements lors de la joyeuse fête de Souccot. 
C’est pourquoi, bien qu’on lise à Hochana Rabba le Hallel, contrairement à Roch Hachana, l’austérité demeure dans la liturgie de ce jour, précédé par une veillée d’étude à consonance fortement pénitentielle. Chez les ashkénazes, diverses coutumes ont pour but de mettre en exergue la pureté, dont le bain rituel pris la veille de la fête ; la synagogue est encore vêtue de blanc, ainsi que l’officiant.

## Les yamim noraïm de nos jours

### En Israël
L’acceptation la plus fréquente des yamim noraïm étant celle des dix jours de pénitence, comme dans l’anthologie intitulée Yamim Noraïm de l’écrivain Sha"y Agnon, le ministère israélien de l’éducation a décidé de les définir ainsi pour présenter les cent concepts fondamentaux de l’éducation israélienne. 
La réalité israélienne, notamment sa constitution d’une armée en service permanent, y compris les jours de fête a soulevé de nouvelles questions et réponses dans le domaine de la Loi juive

### Aux États-Unis
Les jours redoutables ont également été identifiés aux dix jours de pénitence par Ronald Reagan lorsqu’il a acté l’existence des « Jewish High Holy Days » dans les années 1980.
Ceux-ci continuent à constituer un pic dans la fréquentation annuelle des lieux de prière au point d’excéder souvent leur capacité. Un usage assez impopulaire s’est développé de faire payer les places à l’avance, ce qui représenterait une certaine source de revenus mais il serait question de renoncer à cette pratique,.